# 나탈붉은바위토끼
나탈붉은바위토끼 또는 큰붉은바위토끼(Pronolagus crassicaudatus)는 토끼과에 속하는 포유류의 일종이다. 머리는 약간 희끗희끗한 회색빛이 감도는 갈색이고, 등 쪽은 불그스레한 갈색을 띤다. 털이 무성하고 다른 산토끼보다 털리 굵고 거칠다. 아프리카 토착종으로 남아프리카 공화국(이스턴케이프주와 음푸말랑가주, 콰줄루나탈주), 레소토 동부, 에스와티니(고지벨트와 루봄보), 모잠비크 남부(마푸투주)에서 발견된다. 초식동물의 일종으로 주로 풀을 먹는다. 연중 번식을 하고, 보통 여름에 한 두마리의 새끼를 낳는다. 국제 자연 보전 연맹에서 IUCN 적색 목록에 관심대상종으로 등재하고 있다.